# Julius Kariuki
Julius Kariuki, född den 12 juni 1961, är en kenyansk före detta friidrottare som tävlade i hinderlöpning.
Kariuki deltog vid Olympiska sommarspelen 1984 i Los Angeles där han var i final på 3 000 meter hinder och slutade på en sjunde plats. Hans bästa lopp i karriären kom vid Olympiska sommarspelen 1988 då han vann olympiskt guld på tiden 8.05,51. En tid som är hans personliga rekordtid på distansen. 
Förutom det olympiska guldet blev han afrikansk mästare 1985 och han vann guld vid Samväldesspelen 1990. Han slutade fyra vid VM 1991 i Tokyo.